# Tutmosis IV
Menjeperura Thutmose, Thutmose IV, o Tutmosis IV, es el octavo faraón de la dinastía XVIII de Egipto. Su reinado fue en torno a los años 1417 a 1407 a. C.
También es conocido como Thutmose IV, Thutmosis IV o Tutmés IV, y otros nombres helenizados. La transcripción de los jeroglíficos de sus títulos es Men-Jeperu-Ra Dyehuty-Mose, su nombre de Trono y el de nacimiento.

## Biografía
Tutmosis era uno de los muchos hijos del faraón Amenofis II, y sus esperanzas para obtener el trono de Egipto eran prácticamente nulas, por haber otros hijos reales por delante de él y además haber nacido de una esposa secundaria, de nombre Tiaa. Sin embargo, por azares del destino, a la muerte de su padre ya habían fallecido los posibles candidatos al trono y pudo ser coronado rey.
En su corto reinado comienzan a atisbarse los cambios que acabarían por desembocar en la crisis de Amarna bajo el reinado del que sería su nieto, Akenatón. El poder del clero de Amón era demasiado grande y ya empezaban a competir con el del faraón, debido a las inmensas riquezas que había recibido tiempo atrás. Por ello, en vez de hacer como sus antecesores, que legitimaban su acceso al trono gracias a la intercesión de Amón, Tutmosis IV optó por declarar que era el dios Ra, quien le aseguró que sería rey si desenterraba de la arena y si representaba la figura en el escudo de sus soldados (recordando la frase In hoc signo vinces) a la Gran Esfinge, que yacía semienterrada desde hacía varios siglos, y olvidada por todos.

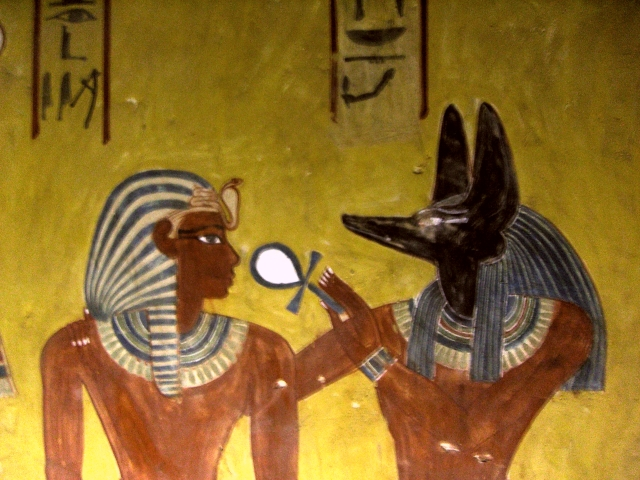
Anubis y Tutmosis IV. KV43.

Intentar equilibrar el poder religioso convirtiendo a Ra en un competidor de Amón fue una estratagema que a corto plazo funcionó muy bien, y Tutmosis IV disfrutó de un reinado tranquilo en el que se dedicó principalmente a dejar las cosas como estaban y a mantener el esplendor internacional del país, si bien no mediante conquistas, sino con las primeras alianzas matrimoniales.
Sin embargo, debido a no ser el hijo de una Gran Esposa Real, Tutmosis IV tuvo que casarse con dos medio-hermanas suyas, las princesas Iaret y Nefertari, con las que tuvo infinidad de hijas. Su primogénito y futuro sucesor nació de su primera esposa, Mutemuia, de origen humilde, cuando apenas era un príncipe.
Murió joven, y le sucedió su hijo mayor, Amenofis III, un niño de doce años por entonces. Su cuerpo fue enterrado en el Valle de los Reyes. Su momia fue encontrada en la tumba de Amenofis II en un excelente estado de conservación.

## Genética

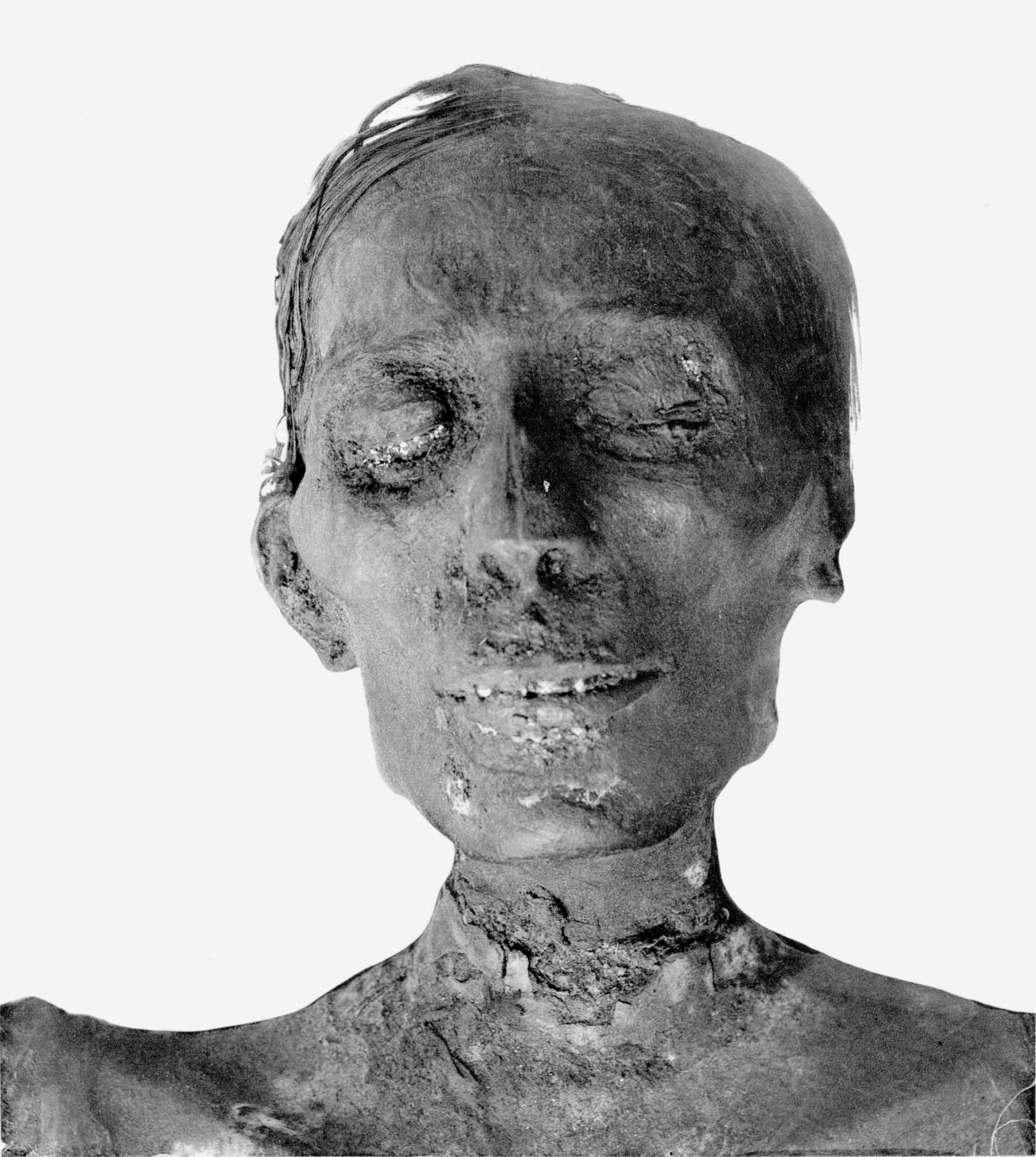
Cabeza de la momia de Tutmosis IV

De acuerdo al análisis paleogenético de la momia de su hijo Amenofis III, su linaje paterno (ADN-Y) debe ser el caucasoide-europeoide R1b-M343.

## Testimonios de su época

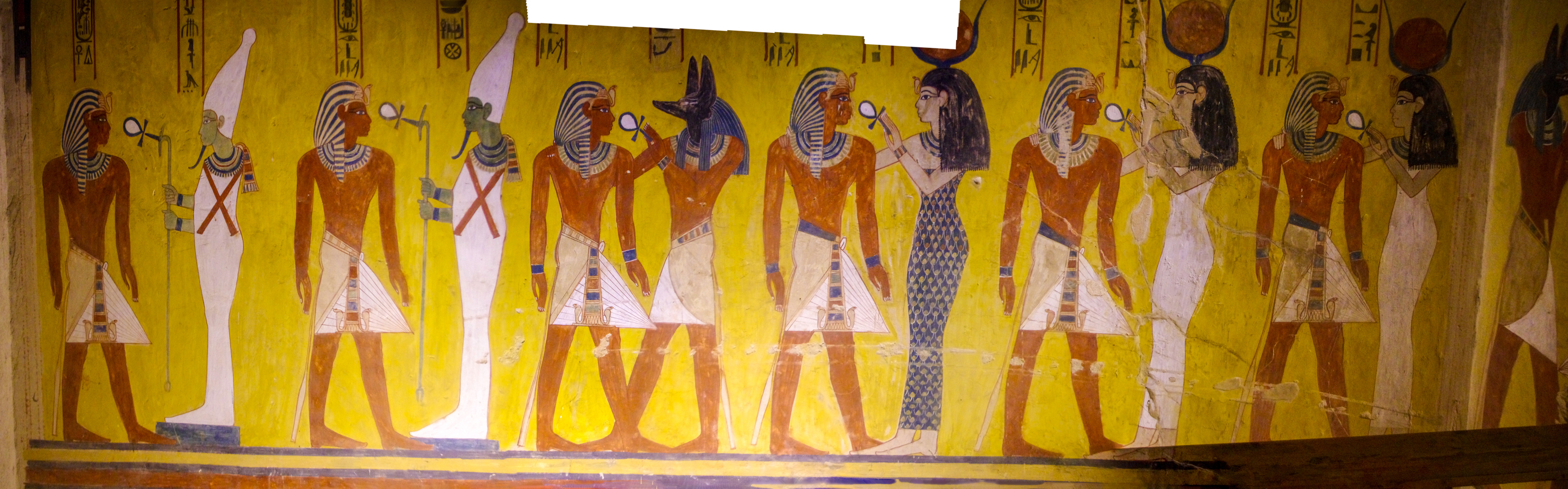
Tumba de Thutmose IV. KV43.

Tutmosis IV erigió un hermoso templo funerario en el Valle de los Reyes.
Inscripciones y edificios en Karnak
- Ordenó construir varios edificios en Karnak (Le Tellier 1979; Le Tellier 1991)
- Perduran varias inscripciones (Sethe 1955:1552 - 1557)
- También se han hallado varias esculturas de Thutmose IV

Tutmosis IV es mencionado en
- Una inscripción en una roca cerca de Asuán (Flinders Petrie)
- Inscripción en una roca cerca de Sehel (de Morgan 1894:90.87)
- Estela de granito en la Gran Esfinge de Guiza (Sethe 1955:1539 a-1545)
- Informe sobre una campaña de Nubia grabada en una estela en una roca cerca de Konosso (Sethe 1955:1545 - 1548)
- Estela del oficial Neferhotep (Sethe 1955:1611 - 16120)

## Titulatura
| Titulatura | Jeroglífico | Transliteración (transcripción) - traducción - (referencias) |

| G5 |

| G5 |

| E2 · D40 | t | G43 | t | N28 · Z2ss |

| E2 · D40 | t | G43 | t | N28 · Z2ss |

| E2 · D40 | t | G43 | t | N28 · Z2ss |

| E2 · D40 | t | G43 | t | N28 · Z2ss |

| G5 |

| G5 |

| E2 · D40 | t | G43 | t | N28 · Z2ss |

| E2 · D40 | t | G43 | t | N28 · Z2ss |

| E2 · D40 | t | G43 | t | N28 · Z2ss |

| E2 · D40 | t | G43 | t | N28 · Z2ss |

| G16 |

| G16 |

| R11 | R11 | M23 | t | i | i | W19 | t · U15 |

| R11 | R11 | M23 | t | i | i | W19 | t · U15 |

| G16 |

| G16 |

| R11 | R11 | M23 | t | i | i | W19 | t · U15 |

| R11 | R11 | M23 | t | i | i | W19 | t · U15 |

| G8 |

| G8 |

| F12 | s | T16 | D46 · r | D44 · T10 | Z3 | Z3 | Z3 |

| F12 | s | T16 | D46 · r | D44 · T10 | Z3 | Z3 | Z3 |

| G8 |

| G8 |

| F12 | s | T16 | D46 · r | D44 · T10 | Z3 | Z3 | Z3 |

| F12 | s | T16 | D46 · r | D44 · T10 | Z3 | Z3 | Z3 |

| N5 | mn | L1 | Z3 |

| N5 | mn | L1 | Z3 |

| N5 | mn | L1 | Z3 |

| N5 | mn | L1 | Z3 |

| N5 | mn | L1 | Z3 |

| N5 | mn | L1 | Z3 |

| N5 | mn | L1 | Z3 |

| N5 | mn | L1 | Z3 |

| N5 | mn | L1 | Z3 |

| N5 | mn | L1 | Z3 |

| N5 | mn | L1 | Z3 |

| N5 | mn | L1 | Z3 |

| N5 | mn | L1 | Z3 |

| N5 | mn | L1 | Z3 |

| N5 | mn | L1 | Z3 |

| N5 | mn | L1 | Z3 |

| G26 | F31 | S29 |

| G26 | F31 | S29 |

| G26 | F31 | S29 |

| G26 | F31 | S29 |

| G26 | F31 | S29 |

| G26 | F31 | S29 |

| G26 | F31 | S29 |

| G26 | F31 | S29 |

| G26 | F31 | S29 |

| G26 | F31 | S29 |

| G26 | F31 | S29 |

| G26 | F31 | S29 |

| G26 | F31 | S29 |

| G26 | F31 | S29 |

| G26 | F31 | S29 |

| G26 | F31 | S29 |

| N28 | G26 | F31 | S29 | N28 · Z2ss |

| N28 | G26 | F31 | S29 | N28 · Z2ss |

| N28 | G26 | F31 | S29 | N28 · Z2ss |

| N28 | G26 | F31 | S29 | N28 · Z2ss |

| N28 | G26 | F31 | S29 | N28 · Z2ss |

| N28 | G26 | F31 | S29 | N28 · Z2ss |

| N28 | G26 | F31 | S29 | N28 · Z2ss |

| N28 | G26 | F31 | S29 | N28 · Z2ss |

| N28 | G26 | F31 | S29 | N28 · Z2ss |

| N28 | G26 | F31 | S29 | N28 · Z2ss |

| N28 | G26 | F31 | S29 | N28 · Z2ss |

| N28 | G26 | F31 | S29 | N28 · Z2ss |

| N28 | G26 | F31 | S29 | N28 · Z2ss |

| N28 | G26 | F31 | S29 | N28 · Z2ss |

| N28 | G26 | F31 | S29 | N28 · Z2ss |

| N28 | G26 | F31 | S29 | N28 · Z2ss |